# Monte Faloria
Il monte Faloria (2.352 m s.l.m.) è una montagna che si erge a est di Cortina d'Ampezzo, nelle immediate vicinanze del più imponente Sorapiss. È nota principalmente per essere una delle località sciistiche di Cortina.